# J. Edgar Hoover Building
Il John Edgar Hoover Building è un palazzo di Washington, sede del Federal Bureau of Investigation (FBI).
I primi progetti per la costruzione dell'edificio risalgono al 1962, ma la costruzione è iniziata solo nel 1965. Una prima parte dell'edificio era già stata completata nel 1970, ma l'Edgar Hoover è stato inaugurato il 30 settembre 1975 dal presidente Gerald Ford.
Il nome dell'edificio, deciso dal Congresso e approvato dal presidente Richard Nixon, nel 1972, deriva dal nome del direttore dell'FBI, John Edgar Hoover.
Nel 2012 l'Edgar Hoover ha rischiato una chiusura definitiva a causa del deterioramento della struttura dovuto alla scarsa manutenzione, e per diversi anni molti hanno pensato di spostare la sede in nuovo edificio. Tuttavia visti i costi di costruzione previsti per una nuova sede, il progetto è stato abbandonato nel 2017.

## Storia
Dalla sua fondazione il Bureau of Investigation aveva la sua sede centrale presso il palazzo del Dipartimento della giustizia, il Robert F. Kennedy Building con diversi distaccamenti presenti nella capitale statunitense. Una prima richiesta per la separazione degli uffici avvenne nel 1939, tuttavia con lo scoppio della seconda guerra mondiale si decise di posporre la costruzione del nuovo edificio.
Per una nuova proposta si dovette attendere il marzo 1962, quando sotto la presidenza di John Fitzgerald Kennedy, l'amministrazione propose la costruzione di un quartier generale per l'agenzia lungo Pennsylvania Avenue, prevedendo una spesa di 60 milioni di dollari. Tale proposta fu dettata dalla scarsa efficienza del servizio dovuta alla frammentazione degli uffici. L'11 aprile dello stesso anno una commissione della Camera dei rappresentanti approvò il budget, seguita il giorno dopo da una commissione del Senato, tuttavia la Camera bloccò l'approvazione della spesa invocando una commissione congiunta per la selezione del sito dove sarebbe sorto il palazzo e per i progetti preliminari. La General Services Administration (GSA) assegnò il progetto allo studio dell'architetto Charles Murphy, che lo concluse nel 1963.
I primi lavori iniziarono nel 1965 mentre la costruzione dell'edificio, suddivisa in due fasi, iniziò il 6 dicembre 1967 e si concluse nel 1975. I primi impiegati del Bureau si trasferirono nella nuova sede a partire dal 28 giugno 1974 e i trasferimenti si conclusero solo nel 1977. Tramite un'apposita legge firmata dal Presidente Richard Nixon il 4 maggio 1972, il quartier generale dell'agenzia fu dedicato a John Edgar Hoover, ex direttore dell'FBI deceduto pochi giorni prima. L'inaugurazione avvenne alla presenza del Presidente Gerald Ford il 30 settembre 1975.